# Sierra Nevada de Mérida
Sierra Nevada de Mérida és la part més alta de la principal serralada de Veneçuela, la serralada de Mérida, que a la vegada forma l'extrem septentrional de la gran serralada dels Andes. Al seu interior hi ha els cims més alts de Veneçuela, el Pic Bolívar (4.981 metres), el Pic Humboldt (4.925 metres) i el Pic Bonpland (4.893 metres), entre d'altres.
El Parc Nacional de Sierra Nevada es troba en aquesta serralada. El 1910 la zona presentava aproximadament 10 km² de glaceres. L'escalfament global ha incidit de manera contundent en elles, de manera que el 2018 cobrien menys de 0,1 km².